# Estádio Alfredo da Silva
Das Estádio Alfredo da Silva ist ein Fußballstadion in der portugiesischen Gemeinde Lavradio (Kreis Barreiro). Es wurde im Juni 1965 eröffnet und verfügt über eine Zuschauerkapazität von 21.498 Sitzplätzen. Der Platz hat eine Größe von 105 × 70 m.
Es diente dem Betriebssportverein der Companhia União Fabril (CUF), dem ehemaligen Erstligisten GD CUF Barreiro, als Spielstätte. Benannt ist das Stadion nach Alfredo da Silva (1871–1942), dem Gründer der CUF.